# Chiến tranh Kavkaz

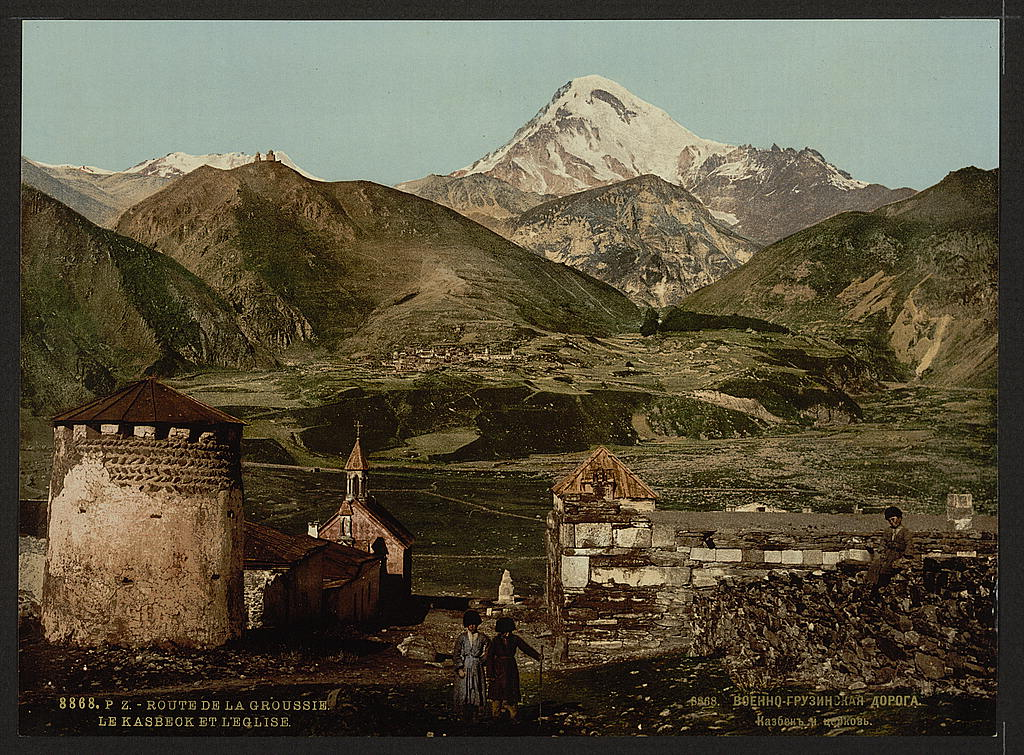
Xây dựng Đường Quân sự Gruzia xuyên qua những vùng lãnh thổ tranh cãi là một yếu tố chủ chốt trong thắng lợi cuối cùng của Nga

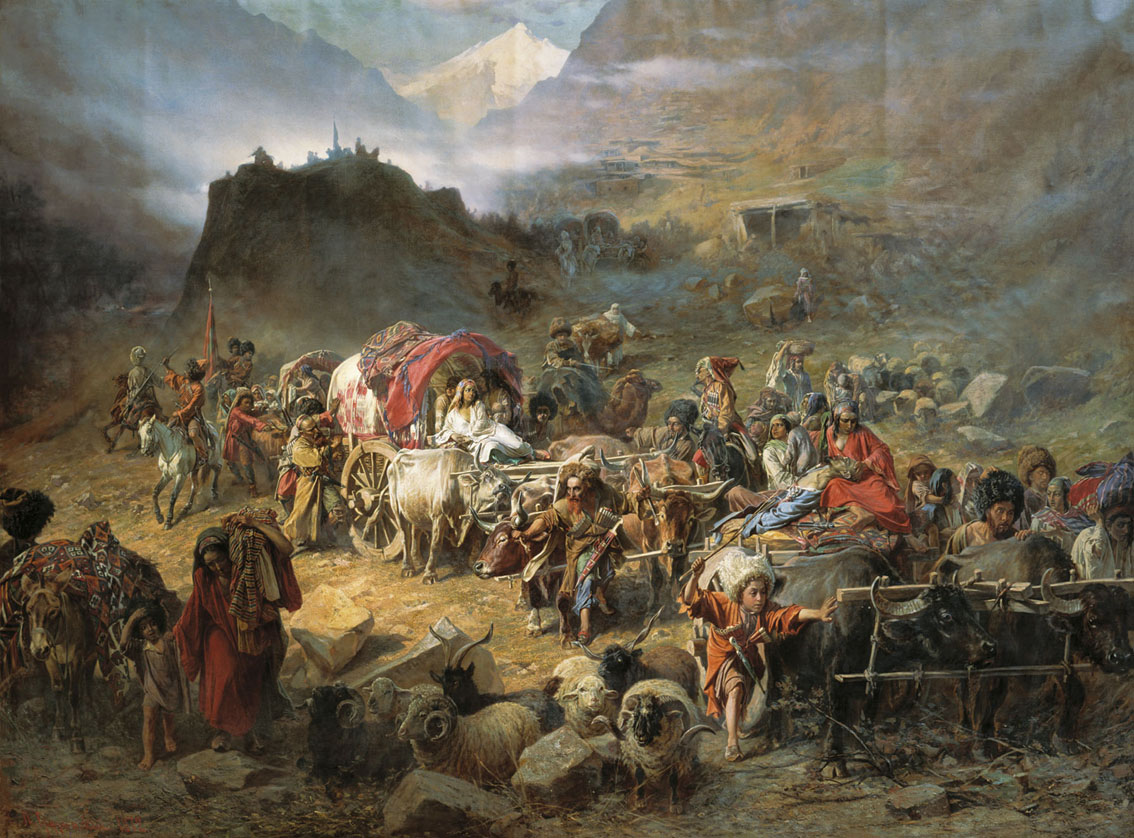
Những người dân miền núi rời aul, của Pyotr Gruzinsky

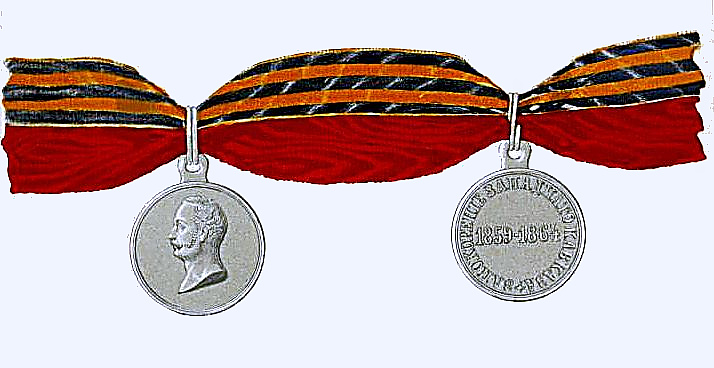
Huy chương của Nga cho việc chinh phục Tây Kavkaz 1859-1864

Chiến tranh Kavkaz 1817–1864, cũng được gọi là Cuộc chinh phục Kavkaz của Nga là một cuộc xâm lược vùng Kavkaz của đế quốc Nga chấm dứt với sự sáp nhập các vùng Bắc Kavkaz vào Nga. Nó bao gồm một loạt các hành động quân sự do người Nga tiến hành chống lại một số lãnh thổ và các nhóm bộ tộc ở Kavkaz gồm cả Chechnya, Dagestan, Karachay và Adyghe (người Circassia) khi người Nga tìm cách mở rộng lãnh thổ xuống phía nam.
Chiến tranh Nga-Circassia, một cuộc xung đột giữa Nga và Circassia, là một phần của cuộc Chiến tranh Kavkaz.
Các lãnh thổ khác của Kavkaz (Gruzia, Armenia và Azerbaijan) cũng bị sáp nhập vào Nga ở nhiều thời điểm trong thế kỷ 19 như kết quả của những cuộc chiến tranh giữa đế quốc Nga với Ottoman và Ba Tư.

## Lịch sử
Ba vị hoàng đế nước Nga đã gây ra cuộc chiến: Aleksandr I, Nikolai I và Aleksandr II. Các chỉ huy hàng đầu của Quân đội Nga là Aleksey Petrovich Yermolov giai đoạn 1816–1827, Mikhail Semyonovich Vorontsov giai đoạn 1844–1853 và Aleksandr Baryatinskiy giai đoạn 1853–1856. Các đại văn hào Mikhail Yuryevich Lermontov và Lev Nikolayevich Tolstoy, người có được hầu hết hiểu biết và kinh nghiệm về chiến tranh cho cuốn sách Chiến tranh và hoà bình từ những trận đánh trong cuộc chiến tranh này, đã tham gia vào cuộc xung đột. Đại thi hào Nga Aleksandr Sergeyevich Pushkin đã đề cập tới nó trong bài thơ của mình Người tù Kavkaz (1821).
Về lực lượng tham chiến, các bộ lạc Kavkaz tham gia chủ yếu là người Chechen, Ingush, Avar, Karachay, Azerbaijan, Circassia, Kumyk, Dargin và Abkhazia, mặc dù vậy họ lại tham chiến ở hai mặt trận riêng biệt, một mặt trận ở phía tây được biết tới là chiến tranh Nga-Circassia, và mặt trận phía đông là chiến tranh Murid, và sự cộng tác của họ lệ thuộc vào việc họ hợp tác như thế nào, mầm mống phản loạn bên trong các bộ lạc cũng khá lớn. Về phía Nga, người Nga tham chiến không đơn thuần chỉ bao gồm người Nga chính thống, mà còn có cả người Cossack, Gruzia, Armenia, Hy Lạp, Phần Lan, Udmurt, Ossetia, Ukraina theo Thiên Chúa và thậm chí là cả những binh lính người Hồi giáo như người Volga Tatar, Bashkir, Kazakh, Duy Ngô Nhĩ, Turkmen, Uzbek, Kyrgyz và Tatar Krym. Những binh lính người Hồi giáo của Đế chế Nga đóng vai trò nhất định trong việc giao thiệp vấn đề tôn giáo với người Hồi giáo Kavkaz và tham gia lôi kéo mầm mống phản loạn giữa người Hồi giáo Kavkaz đa số để tìm kiếm đồng minh và tăng cường cho cuộc bành trướng của Nga.
Cuộc xâm lược của Nga đã gặp phải sự kháng cự mãnh liệt. Giai đoạn đầu tiên chấm dứt khi Hoàng đế Aleksandr I qua đời và cuộc nổi dậy Tháng Chạp vào năm 1825. Khá ngạc nhiên là nó không mang lại nhiều thành công, đặc biệt khi so sánh với thắng lợi mới đó của quân Nga trước Đại quân của Hoàng đế Napoléon Bonaparte.
Giai đoạn 1825 – 1833 không có nhiều hành động, bởi quân Nga đang tham gia vào các cuộc chiến tranh với Thổ Nhĩ Kỳ và Ba Tư. Sau những thắng lợi to lớn trong cả hai cuộc chiến, quân Nga nối lại những trận đánh tại vùng Kavkaz. Họ một lần nữa lại gặp sự kháng cự, đáng chú ý nhất là dưới sự lãnh đạo của Ghazi Mollah, Gamzat-bek và Hadji Murad. Imam Shamil tiếp bước họ. Ông lãnh đạo những người dân miền núi từ năm 1834 cho tới khi bị Dmitry Milyutin bắt giữ năm 1859. Năm 1845, các lực lượng của Shamil đã có thắng lợi ấn tượng nhất của mình khi họ chống lại được một cuộc tấn công lớn của Nga dưới sự lãnh đạo của Vương công Vorontsov.
Trong cuộc Chiến tranh Krym, người Nga đã tìm kiếm một thoả thuận ngừng chiến với Shamil nhưng cuộc xung đột lại tiếp tục năm 1855. Chiến tranh tại vùng Kavkaz cuối cùng chấm dứt trong giai đoạn 1856–1859, khi một đội quân hùng mạnh gồm 250.000 người dưới sự chỉ huy của Tướng Baryatinsky tiêu diệt cuộc kháng chiến của những người dân miền núi.
Cuộc Chiến tranh Kavkaz chấm dứt với việc Nga chinh phục Bắc Kavkaz và Shamil thề nguyền trung thành với Hoàng gia Nga và chuyển tới sống tại Trung Nga. Sự chấm dứt chiến tranh được tuyên bố ngày 2 tháng 6 năm 1864 (21 tháng 5 Lịch cũ), 1864, bằng bản tuyên ngôn của hoàng đế Nga là Aleksandr II. Trong số những sự kiện diễn ra sau đó, một trang bi kịch trong lịch sử của những dân tộc bản địa vùng Kavkaz là việc Muhajir hoá, hay di chuyển dân cư của dân cư Hồi giáo vào đế quốc Ottoman. 